# Yao

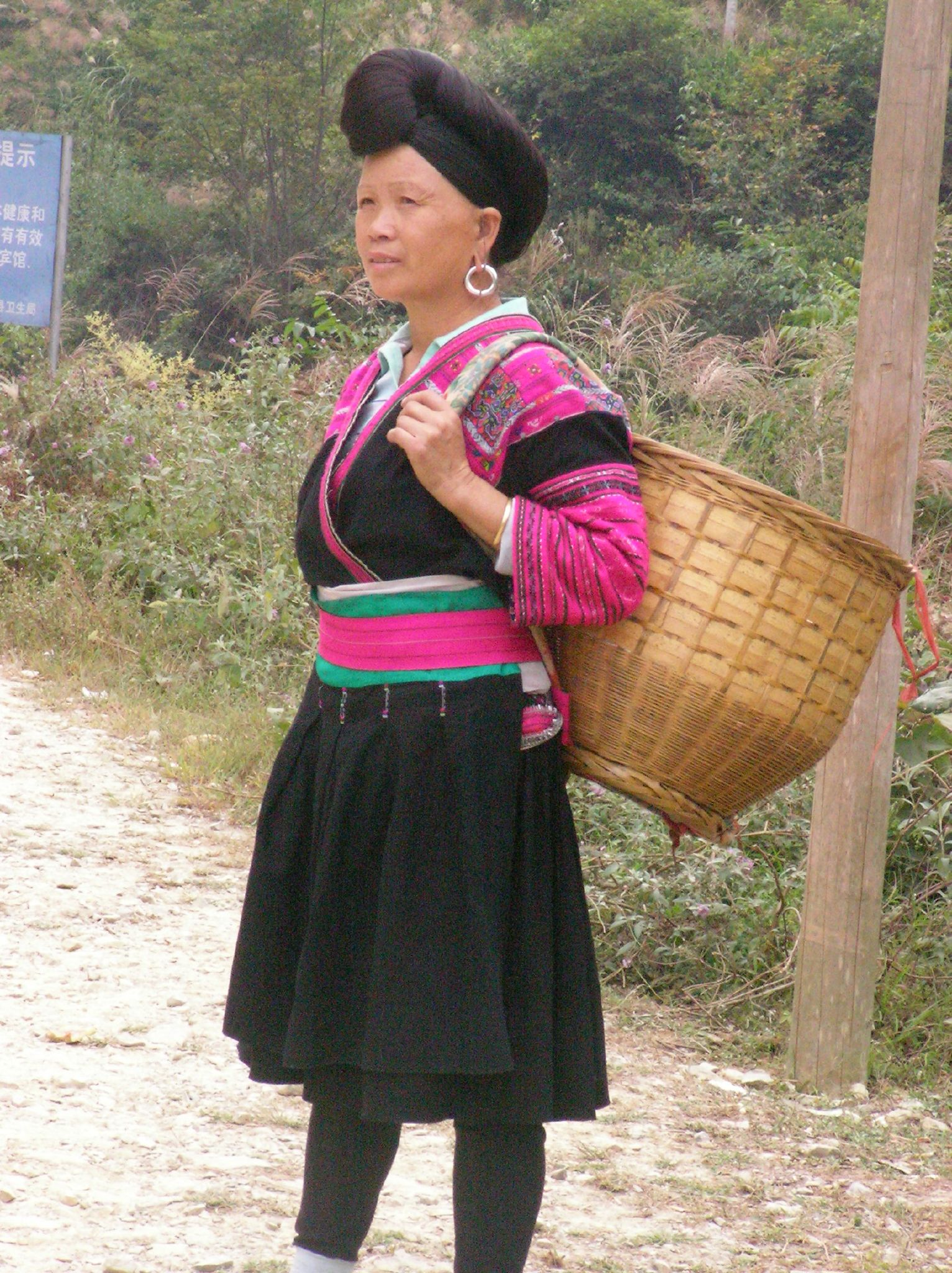
Eine Yao-Frau. Charakteristisch sind die turbanartig frisierten, sehr langen Haare.

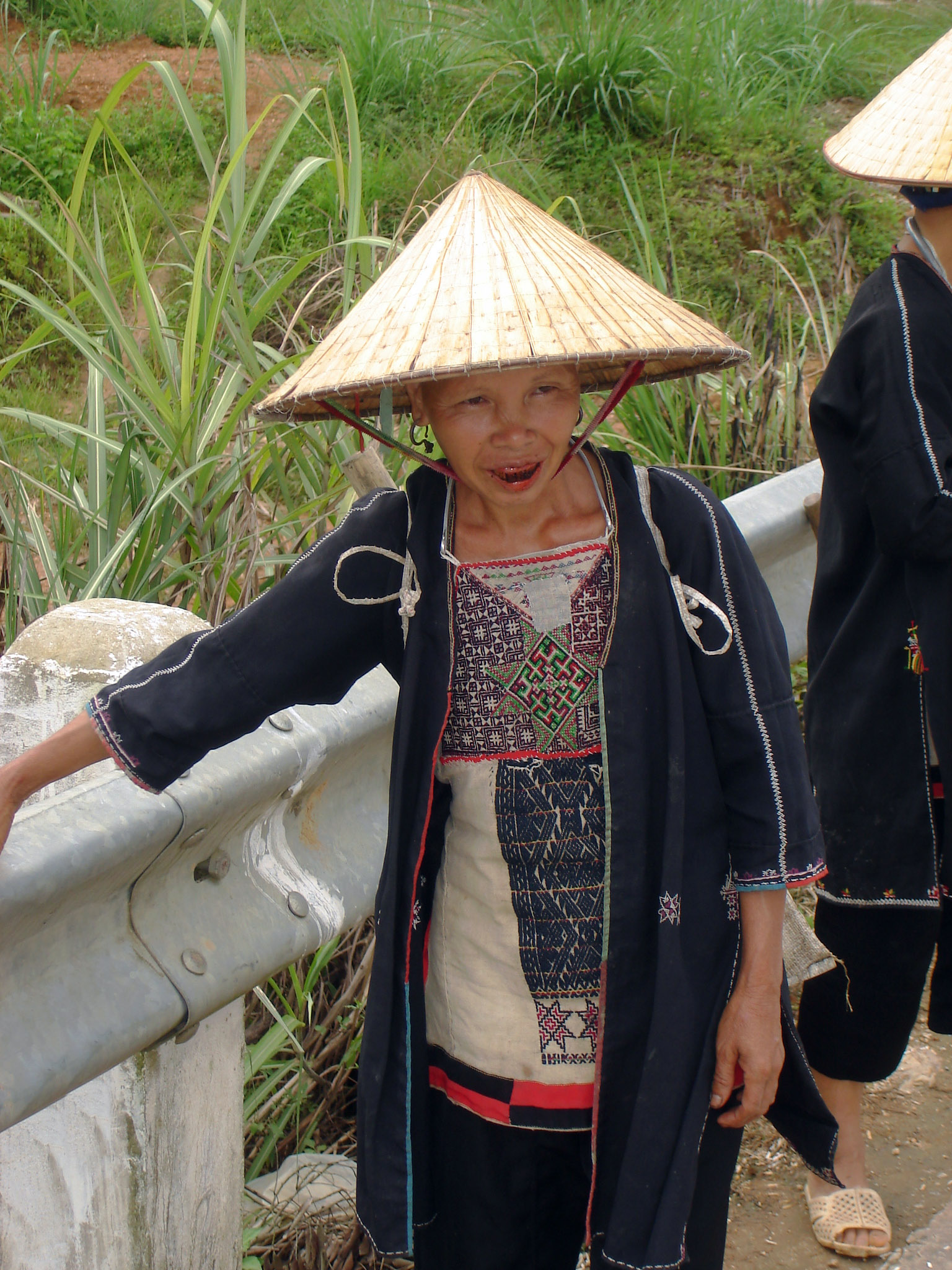
Eine weiße Dao (Yao) mit geschwärzten Zähnen in der Region Hà Giang (Vietnam)

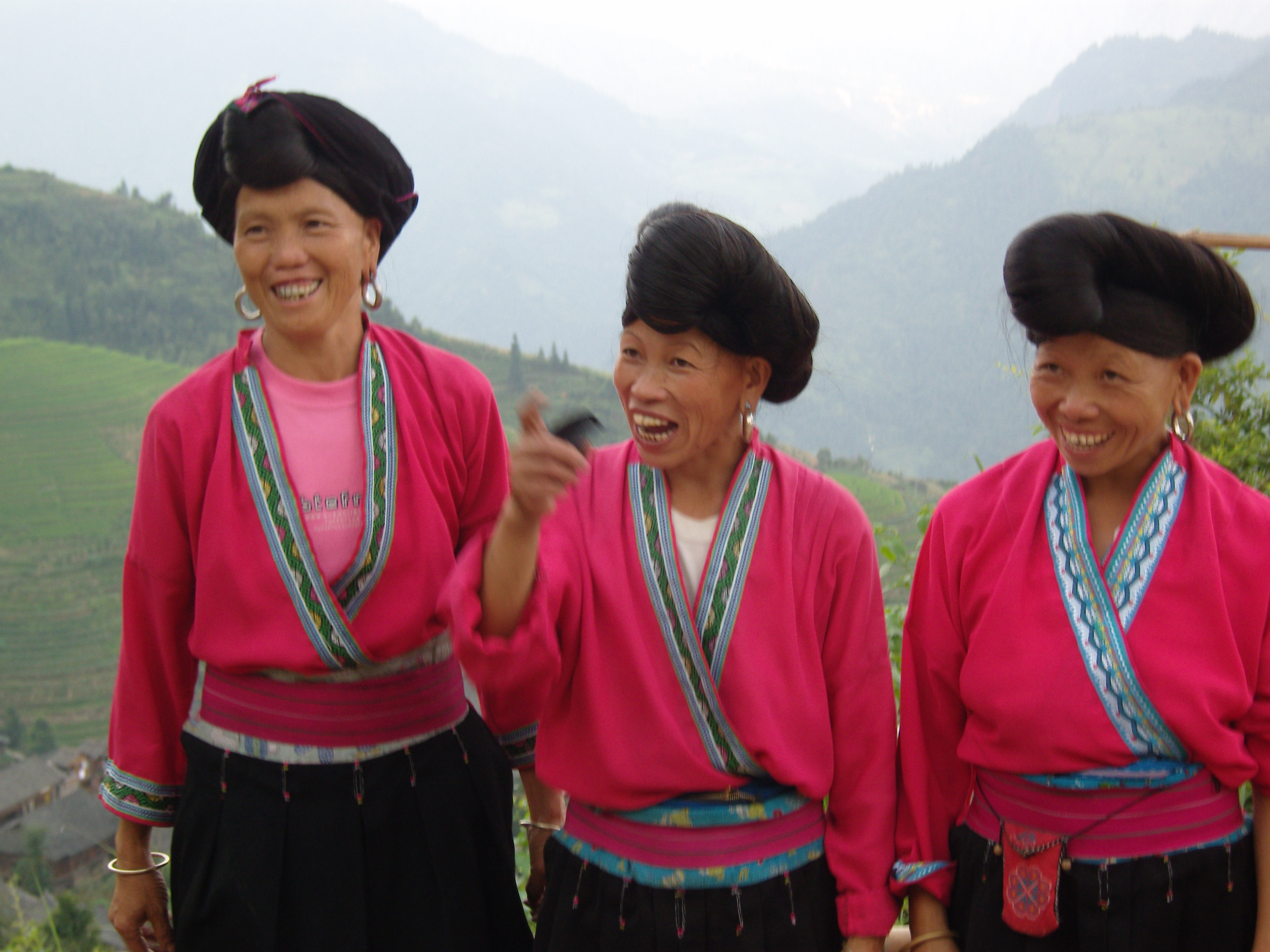
Yao-Frauen in Longsheng (China)

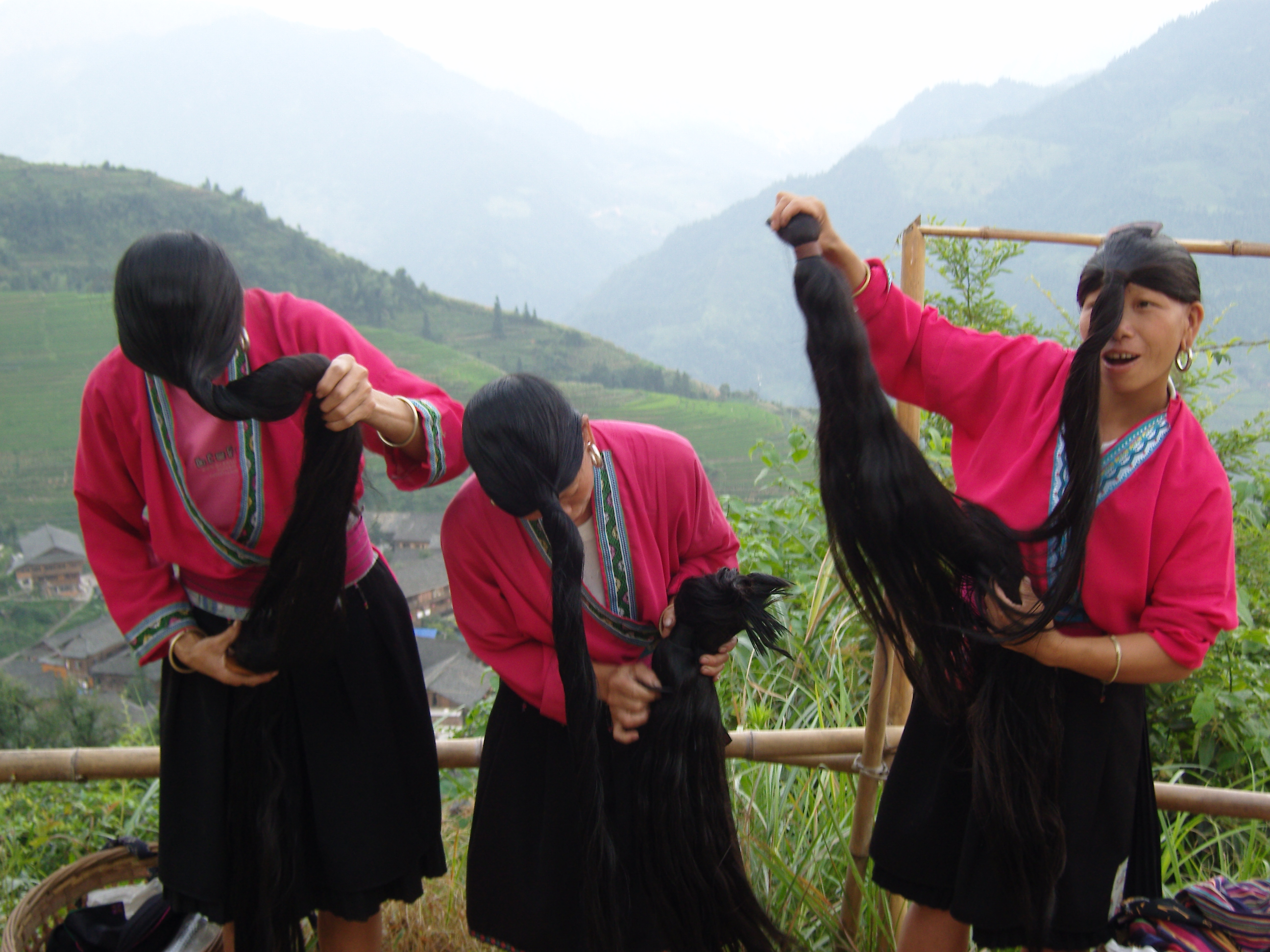
Yao-Frauen in Longsheng (China). Es werden auch Haarverlängerungen benutzt.

Die Yao (chinesisch 瑶族, Pinyin Yáozú) sind eine der 56 durch die Volksrepublik China anerkannten Nationalitäten.
Die Yao zählen in China 2.796.003 Menschen (Zensus 2010). Sie leben in den bergigen Regionen im Süden und Südwesten Chinas. Daneben siedeln sie auch im nördlichen Laos und Vietnam sowie in Myanmar. Rund 60.000 Yao leben im Norden Thailands. Sie werden dort zu den Bergvölkern gezählt.
Die Yao in Thailand nennen sich selbst Mien oder Iu-Mien, was so viel wie Person, Individuum oder Wesen bedeutet.
In Vietnam kennt man die Yao als Dao, Dzao, Zao oder Red Dzao (Rote Dzao;eigentlich eine Untergruppe).
Die Bunu nennen sich selbst Nuox [no13], Buod nuox [po43 no13], Dungb nuox [tuŋ33 no13] oder nach der offiziellen Bezeichnung Yaof zuf [ʑau21 su21].

## Klassifikation
Die Yao in China zerfallen in mehrere Gruppen und sprechen zumindest drei verschiedene Sprachen: Mien (chinesisch 勉语, Pinyin Miǎnyǔ), Bunu (布努语,  Bùnǔyǔ) und Lakkia (拉珈语,  Lājiāyǔ). Eine weitere große Gruppe, die offiziell zu den Yao gerechnet wird, spricht Zhuang. Eine Gruppe in der Inselprovinz Hainan wird auf eigenen, nachdrücklichen Wunsch offiziell zu den Miao gerechnet, spricht jedoch Mien. Diese Gruppe, die während der Qing-Dynastie auf Hainan angesiedelt wurde, bestand damals aus Soldaten und ihren Familien. Die Soldaten wurden von der Qing-Regierung zur Unterdrückung der häufig aufständischen Li eingesetzt. Obwohl die Regierung der VR China mehrfach das Angebot gemacht hatte, die Gruppe als Yao zu klassifizieren, wurde dies abgelehnt, da sie sich mit der Bezeichnung „Miao“, die ihnen in der Qing-Zeit gegeben worden war, stärker identifizierten.

## Sprachen
Mien und Bunu gehören zu den Miao-Yao-Sprachen (oder Hmong-Mien-Sprachen), die von chinesischen Wissenschaftlern zu den sino-tibetischen Sprachen gezählt werden (die meisten westlichen Wissenschaftler widersprechen dieser Klassifikation); Lakkia gehört zu den Tai-Kadai-Sprachen.
Erst 1982 wurde in China von Sprachwissenschaftlern des Zentralen Nationalitäteninstituts in Beijing auf Grundlage der fünf „bei der Schaffung bzw. Reform der Schriften nationaler Minderheiten einzuhaltenden Prinzipien“ (创立或改革少数民族文字必须的遵循原则), die der Staatsrat im Dezember 1957 erlassen hatte, ein Entwurf einer Mien-Schriftsprache geschaffen. In den Jahren darauf wurde dieser Entwurf mit Sprachwissenschaftlern und Yao aus verschiedenen Ländern diskutiert.
Bunu wird seit den 1950er-Jahren in lateinischer Schrift geschrieben. Die Standardsprache unterscheidet 65 Silbenanlaute, 26 Auslaute und acht Töne.

## Religion
Ihre ursprüngliche, schriftlich überlieferte Religion basiert auf mittelalterlichem chinesischen Taoismus. Heute sind zahlreiche Yao zum Buddhismus oder zum Christentum konvertiert.
Die erste geschichtliche Erwähnung der Yao reicht bis ins 5. Jahrhundert v. Chr. zurück.
Siehe auch: Völker Vietnams und Yao-Volksreligion